# Strážný (berg)
Strážný är ett berg i Tjeckien.   Det ligger i regionen Södra Böhmen, i den sydvästra delen av landet, 140 km söder om huvudstaden Prag. Toppen på Strážný är 1 115 meter över havet. Strážný ingår i Šumava.
Terrängen runt Strážný är huvudsakligen lite kuperad.Runt Strážný är det glesbefolkat, med 13 invånare per kvadratkilometer. Närmaste större samhälle är Volary, 13,8 km öster om Strážný. I omgivningarna runt Strážný växer i huvudsak blandskog.